# Hans Graeder

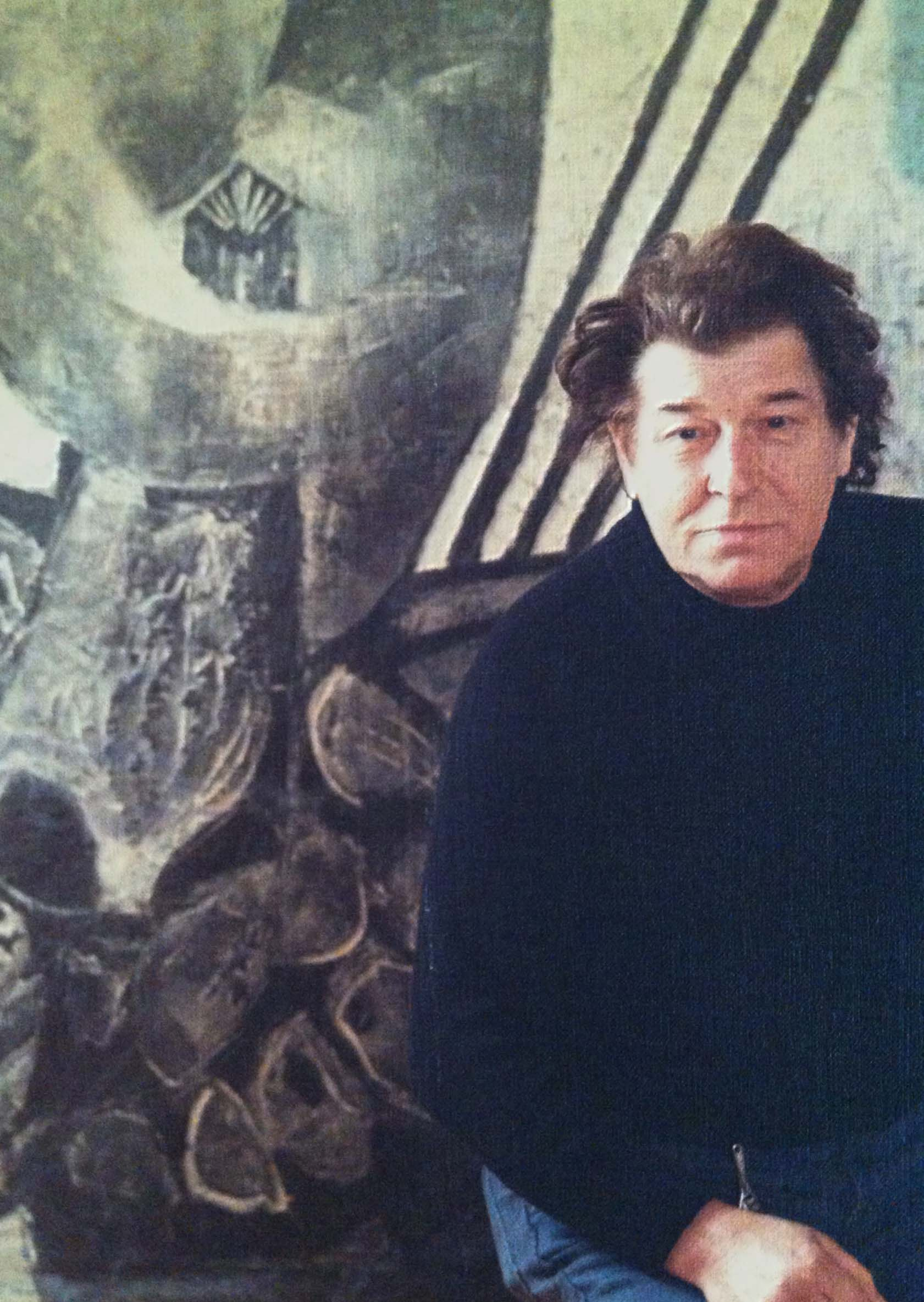
Hans Graeder

Hans Graeder (* 15. Juli 1919 in Mannheim; † 26. Februar 1998 ebenda) war ein Maler, Graphiker und Plastiker.

## Leben und Werk
Hans Graeder wuchs in Mannheim auf und begann 1943 ein Studium an der Freien Akademie in Mannheim bei Carl Trummer, das er 1946 als Stipendiat an der Akademie der Bildenden Künste in München bei Hans Gött fortsetzte.

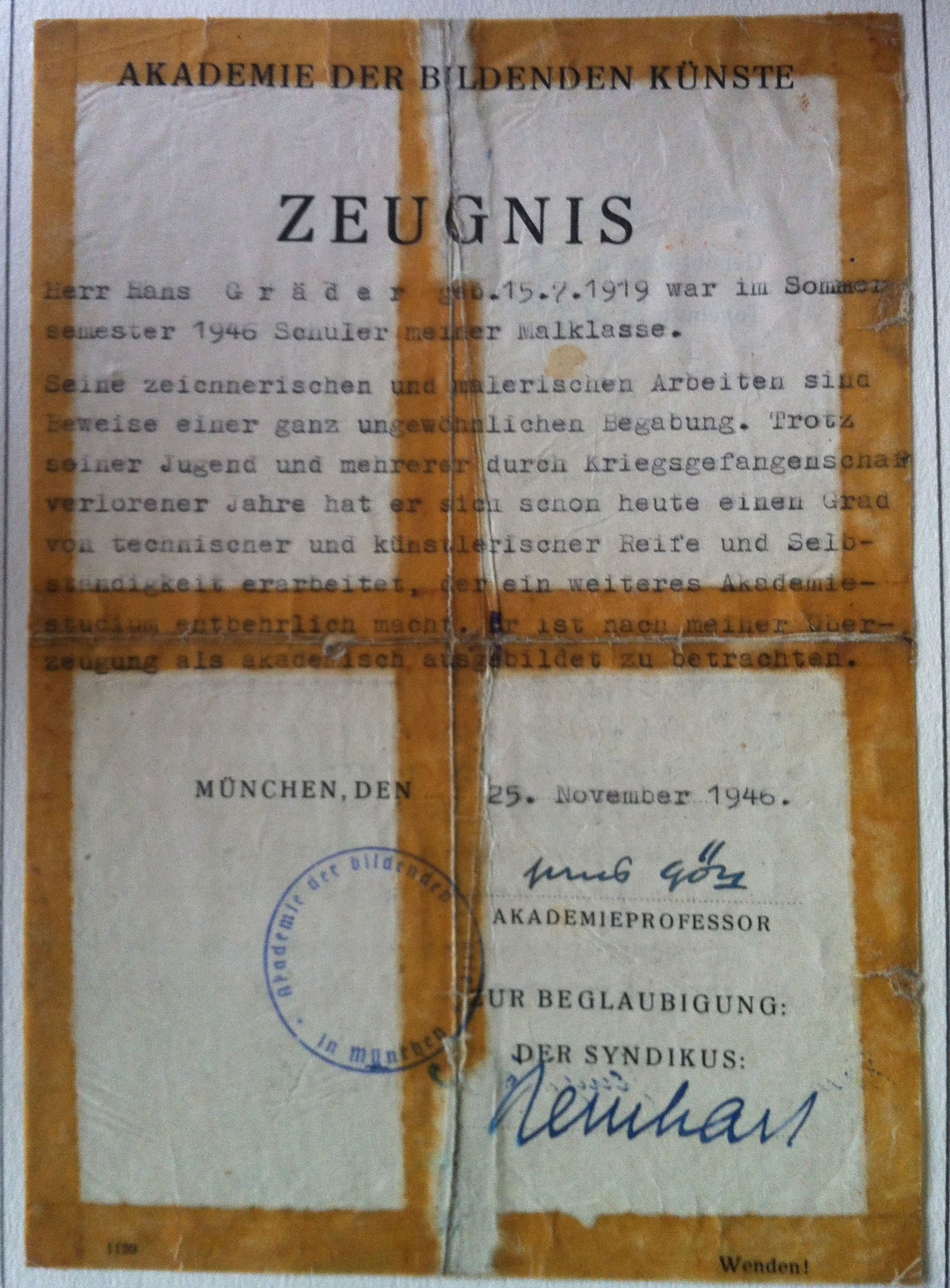
Zeugnis von Hans Graeder von der Akademie der Bildenden Künste München

Im Jahr 1953 wanderte er in die USA aus, wo er Studienaufenthalte in verschiedenen Bundesstaaten sowie Mexiko miteinander verband. Zu seinen engen Freunden gehörte dort Henry Miller. 1958 wurde Hans Graeder amerikanischer Staatsbürger, kehrte jedoch 1964 nach Mannheim zurück. Bereits 1965 hatte er eine große Ausstellung in der Kunsthalle Mannheim.
1973 bekam er aus New York den Auftrag für ein Portfolio durch die Sherwood Atelier Inc. N. Y. Ein Lichthappening „Der Wasserturm Mannheim wurde zum Leuchtturm“ fand 1981 statt, bei dem von Hans Graeder handgefertigte Dias (Originalkunstwerke) auf den Wasserturm projiziert wurden.
Im Jahr 1982 beteiligte er sich mit dem Bild „Das Abendmahl in der Kunst der Gegenwart“ an der Begleitausstellung zur documenta 7.
SWR3 sendete 1988 die Fernsehdokumentation „Skulpturelle Malerei“ (genannt Clapage) und 1990 eine Dokumentation zur Ausstellung „Re-Visionen“ in der Kunsthalle Mannheim. Im Jahr 1995 produzierte RNF eine Dokumentation zur Ausstellung „Re-Visionen II“ in der Rathaus Galerie: Grafik-Malerei und Plastik.
Als ausgebildeter Lithograph kannte er sich auf dem Gebiet der damaligen Druckverfahren aus. Ein wesentliches Merkmal seines malerischen Werkes ist eine ausgesprochene Experimentierfreudigkeit im Bereich des Technischen. Das Schaffen Graeders kreiste vorwiegend um die menschliche Figur; so entstanden Aktdarstellungen, Bilder mit Porträtcharakter, Bilder, welche von unkörperlichen, schemenhaften Figuren erzählen oder Bilder, die verkörperlicht fast nach naturalistischer Auffassung Figuren zeigen.
In den ganzen Jahren erhielt Graeder immer wieder öffentliche Aufträge im In- und Ausland.
Zu erwähnen sind:
- 15 Wandbilder 2 × 3 m (Mosaik) f. Del. E. Webb Building, Phoenix/Arizona
- Wandbild aus Beton, Länge 30 m, für the Ocean House, San Diego, California.
- Installation aus Hölzer, Steine u. Stählen für das BTZ der Handwerkskammer Mannheim.
- Brunnenplastik f. die Süddt. Eisen- u. Stahl Berufsgenossenschaft Mannheim.

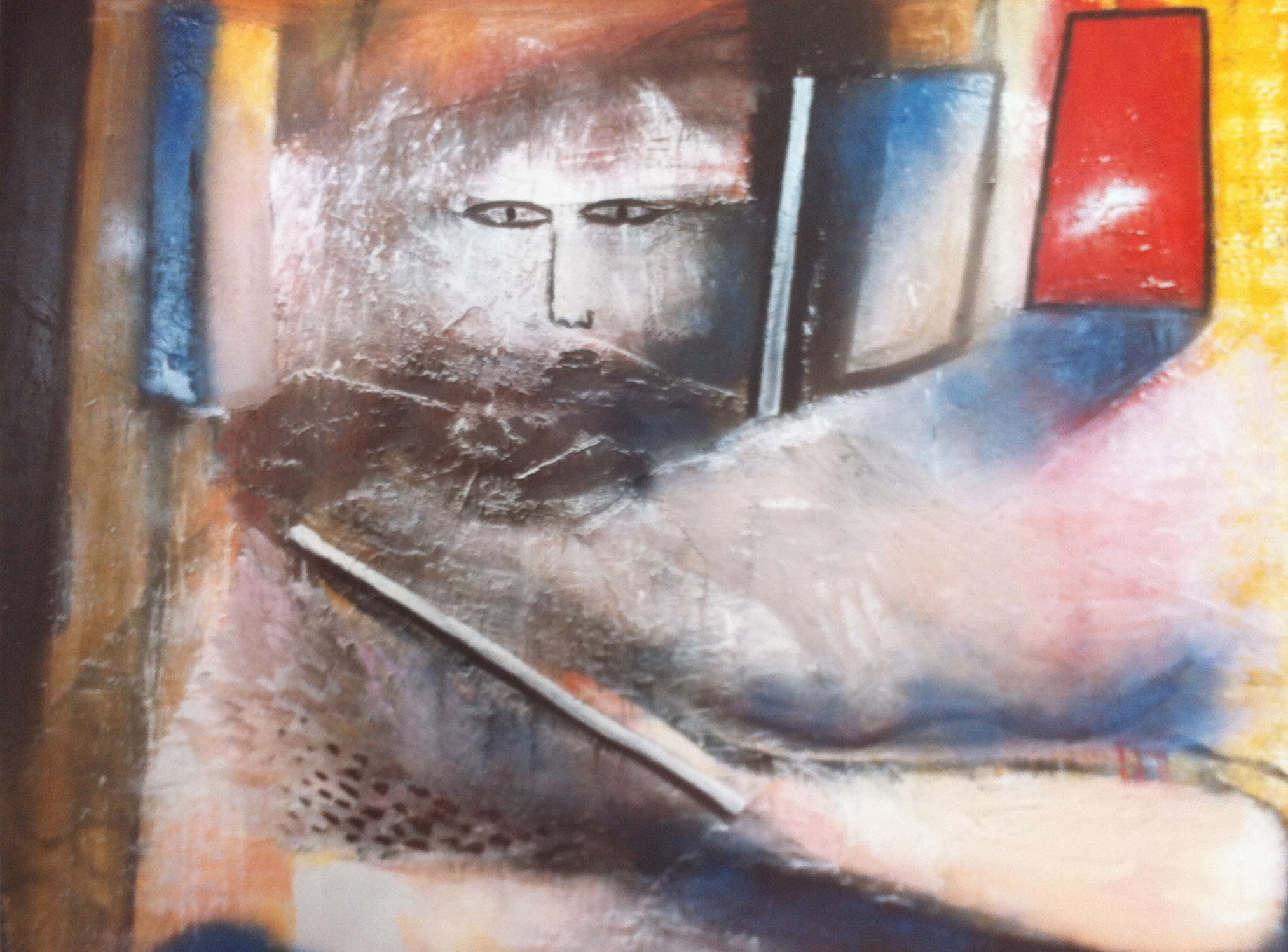
1986, „Erscheinung“, Hans Graeder, Mischtechnik, 200x150
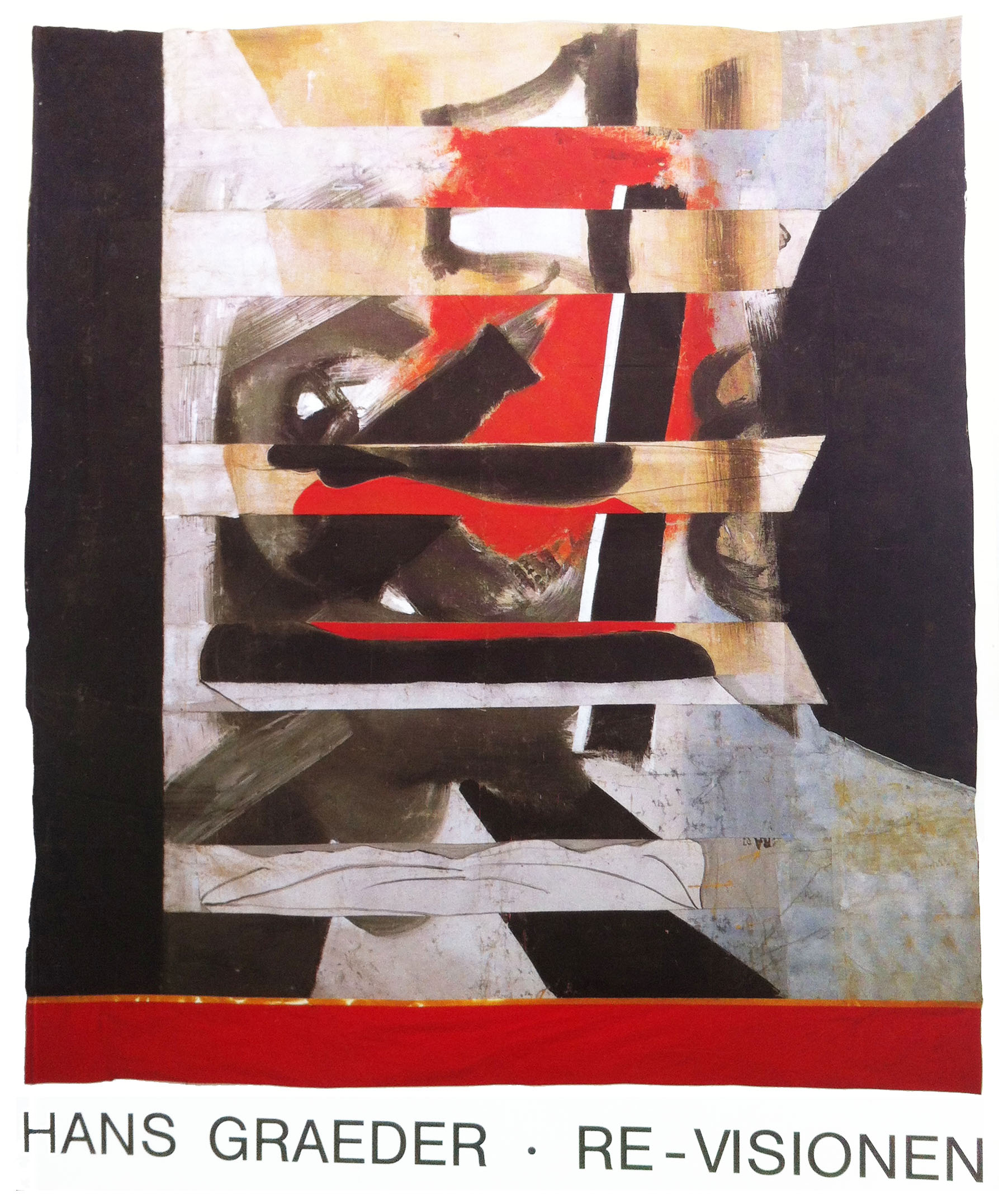
Katalog Re-Visionen, Hans Graeder, Städtische Kunsthalle 14. Juli – 9. September 1990
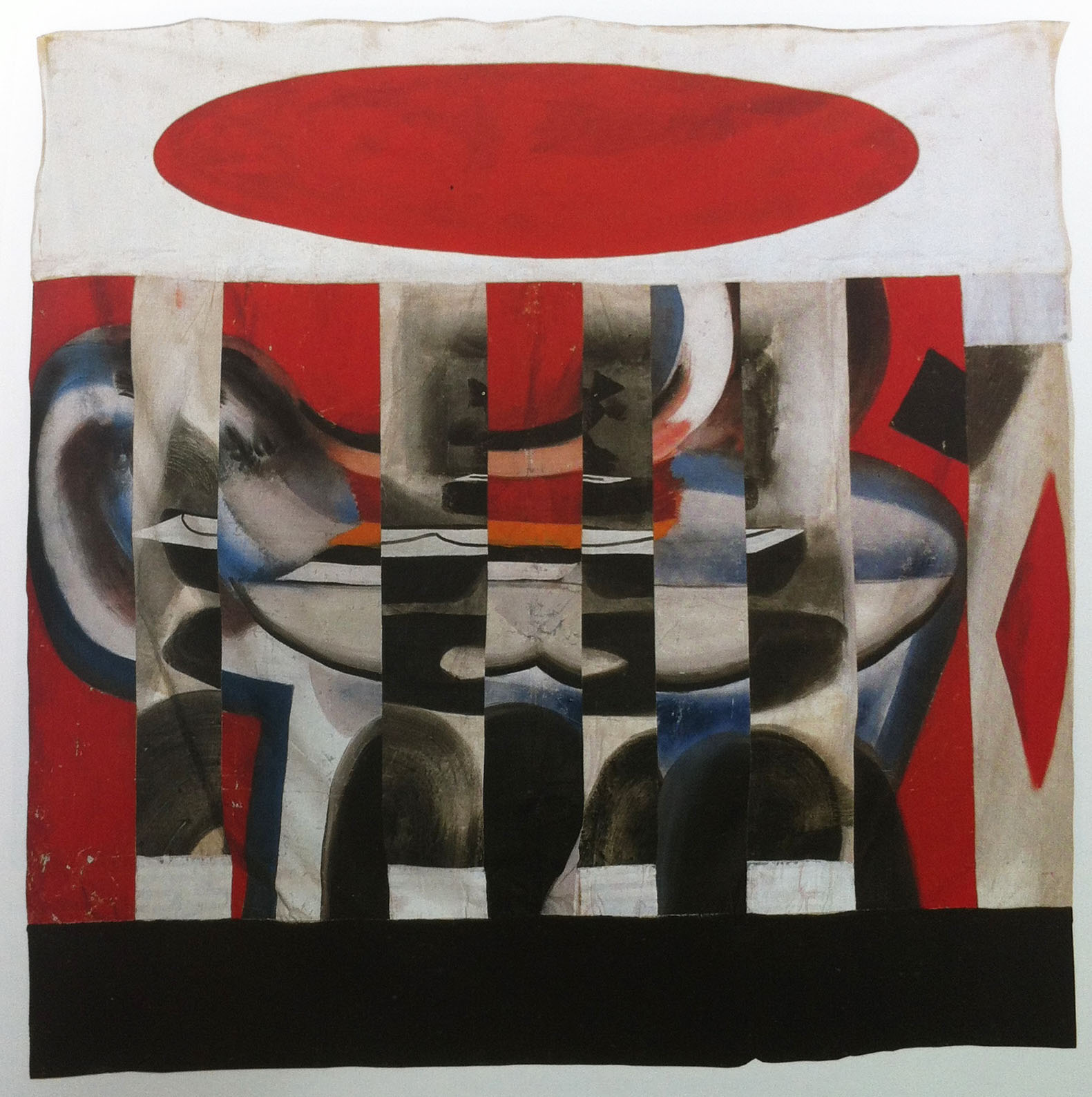
Bild „Universum“ aus Katalog Re-Visionen, Hans Graeder, Städtische Kunsthalle 14. Juli – 9. September 1990

## Ehrungen
- 1978: Bronzemedaille der polnischen UNESCO-Kommission für Bildende Künste
- 1980: Medaille des polnischen Kultusministeriums